# Lloa

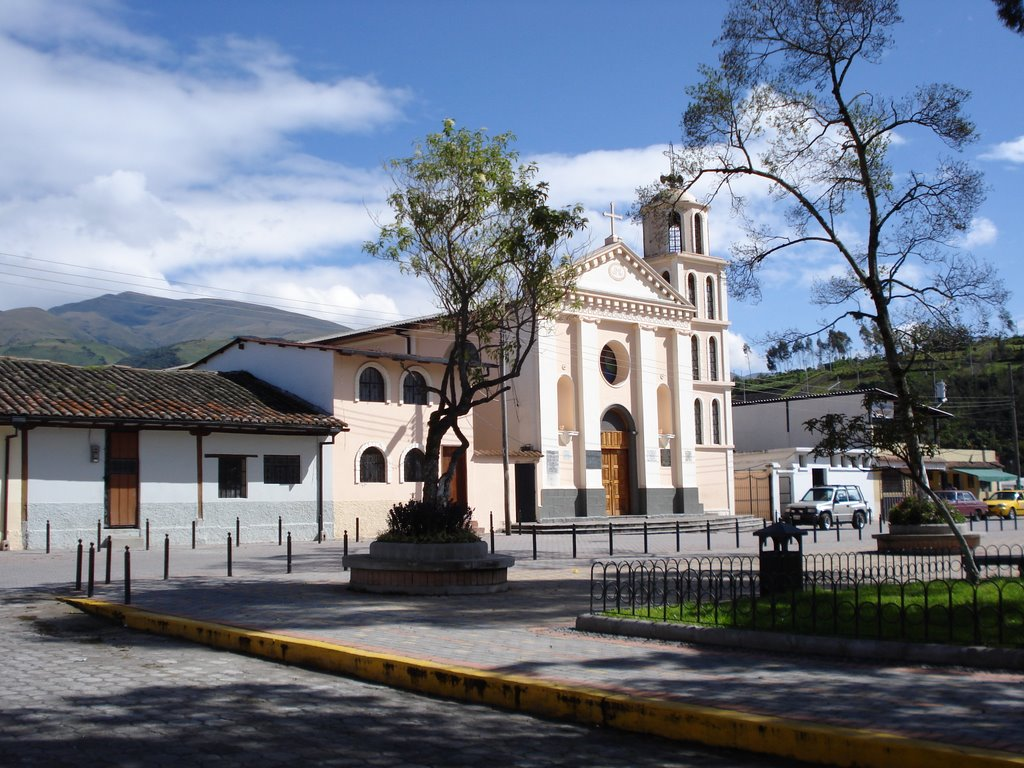
Kirche in Lloa

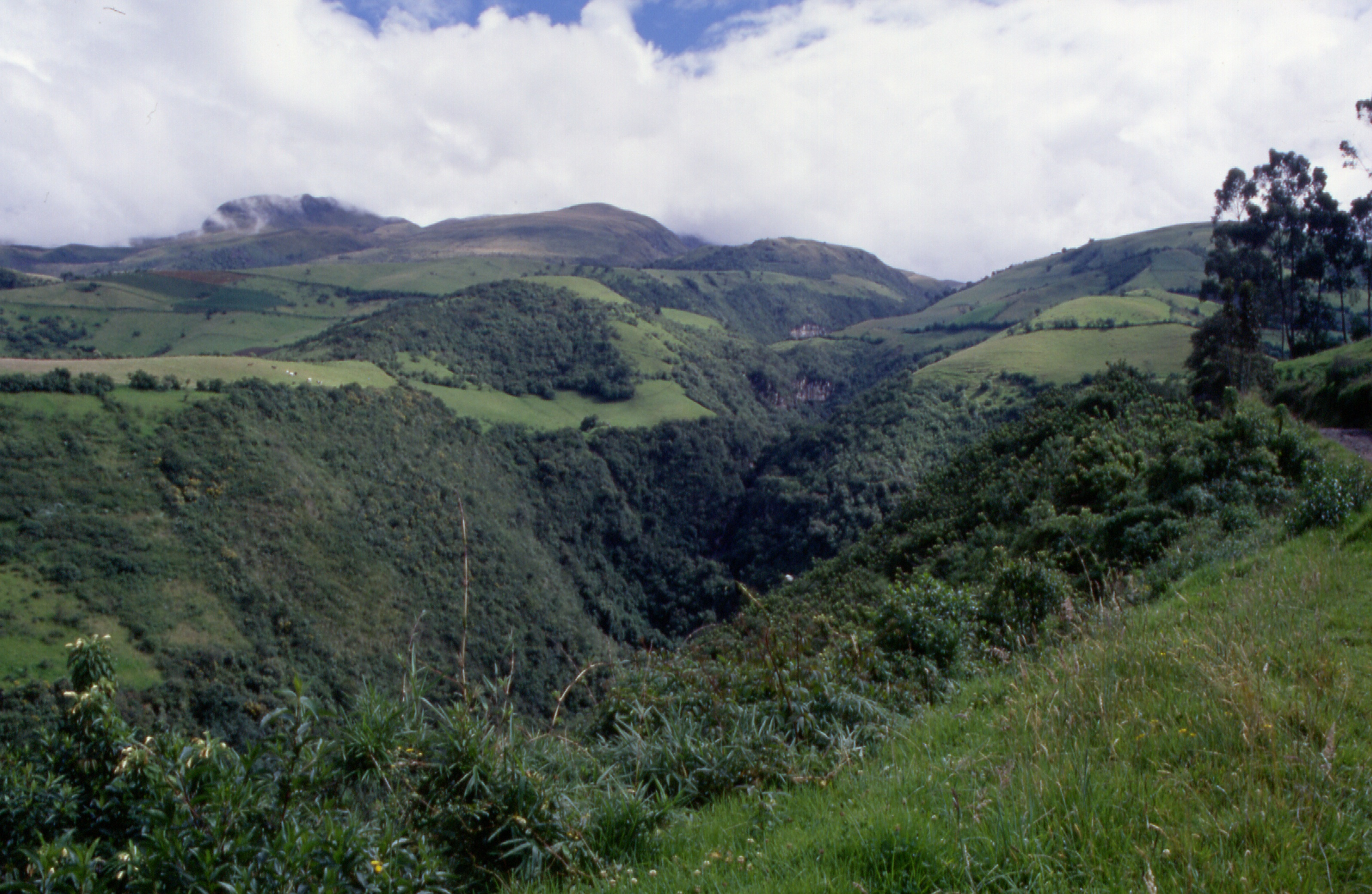
Landschaft am Südhang des Guagua Pichincha

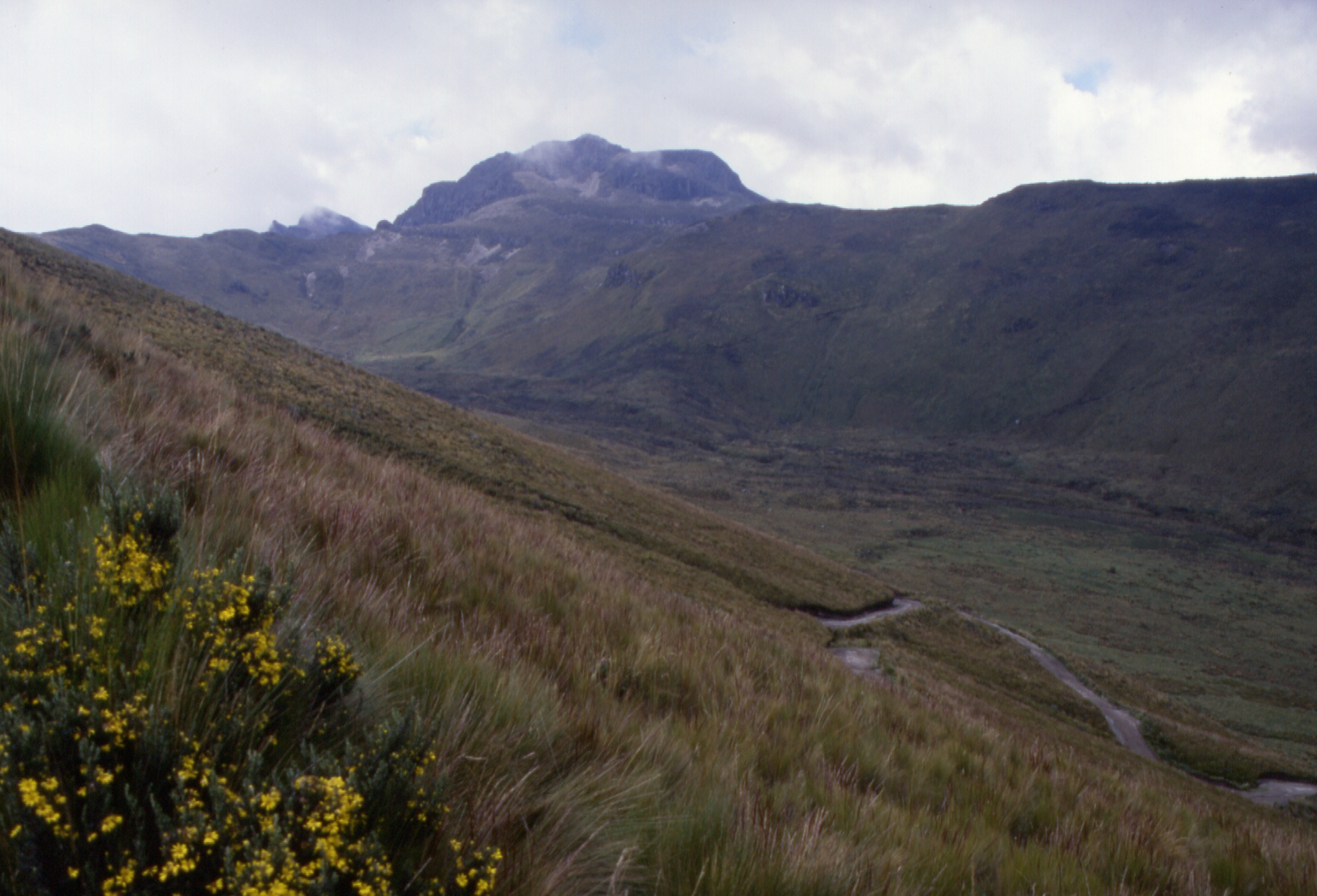
Páramo-Landschaft mit Rucu Pichincha im Hintergrund

Lloa ist eine Ortschaft und eine Parroquia rural („ländliches Kirchspiel“) im Kanton Quito der ecuadorianischen Provinz Pichincha. Die Parroquia Lloa gehört zur Verwaltungszone Eloy Alfaro. Die Parroquia besitzt eine Fläche von 547,25 km². Die Einwohnerzahl lag im Jahr 2010 bei 1494. Für das Jahr 2020 wurde die Einwohnerzahl auf 2500 geschätzt.

## Lage
Die Parroquia Lloa liegt an der Westflanke der Cordillera Occidental westlich des Ballungsraums von Quito. Im Osten erheben sich die Vulkane Atacazo, Rucu Pichincha und Guagua Pichincha. Der Río Saloya, der linke Quellfluss des Río Blanco, fließt entlang der westlichen Verwaltungsgrenze nach Norden und entwässert dabei das Areal. Der 3080 m hoch gelegene Hauptort befindet sich 8 km westsüdwestlich vom Stadtzentrum von Quito.
Die Parroquia Lloa grenzt im Osten an das Municipio von Quito, im äußersten Südosten an die Parroquias Cutuglagua und Alóag (beide im Kanton Mejía), im Südwesten an die Parroquias Manuel Cornejo Astorga (ebenfalls im Kanton Mejía) und San José de Alluriquín (Provinz Santo Domingo de los Tsáchilas, Kanton Santo Domingo), im Westen an das Municipio von Santo Domingo de los Colorados (Kanton Santo Domingo), im Nordwesten und im zentralen Norden an die Parroquias San Miguel de los Bancos und Mindo (beide im Kanton San Miguel de los Bancos) sowie im Nordosten an die Parroquia Nono.

## Siedlungen und Orte
In der Parroquia Lloa gibt es neben dem Hauptort folgende Orte: 29 de Mayo, San Luis, San José del Cinto, Urauco, San Juán de Lloa, Chiriboga, Comunidad Oswaldo Guayasamín, San José de Guarumal, Saloya, La Victoria, Chilcapamba – Palmira, La Paz und La Tablera – Guayán.

## Geschichte
Die Parroquia Lloa wurde am 29. Mai 1861 gegründet.